# علي بن أيل أرسلان
علي بن أيل أرسلان أو علي بن المرسلان (الفارسية: علی بن ایل ارسلان) كان رجل دولة تركي قويًا ومؤثرًا خدم سلاطين الغزنويين الأوائل.

## السيرة
وكان علي ابن رجل اسمه إيل أرسلان، وكان له أخ اسمه إيل ديريك. كان علي يُعرف باسم خويشووند (قريب)، مما قد يشير إلى أنه كان على صلة بالغزنويين، أو يشير كلاهما إلى رتبة عالية. في عهد السلطان محمود، كان علي بمثابة أسفهسلار (القائد الأعلى) للجيش الغزنوي. بعد وفاة محمود عام 1030، أصبح علي شخصية مهيمنة في حرب أهلية بين ابني محمود، أصغرهم محمد الغزنوي، وأكبرهم مسعود الأول. إلى جانب الوزير الغزنوي حسنك الوزير، دعم علي محمد وتوقع أن يتمتع بالسلطة المطلقة على الدولة الغزنوية، بينما سيبقى محمد زعيمًا صوريًا. سرعان ما أصبح علي المركز الرئيس للسلطة الغزنوية وكان له السلطة على جميع المناصب باستثناء منصب الوزير.
لكن علي سرعان ما ابتعد عن حسنك، وعندما بدأ مسعود في الزحف نحو غزنة عاصمة الغزنويين، قرر خيانة محمد وتغيير تمسكه بمسعود. غادر محمد غزنة بعدها لمواجهة شقيقه الذي وصل إلى هرات. عندما وصل محمد إلى زماندوار، أرسل علي، من أجل الإعلان رسميًا عن دعمه لمسعود، إيل ديريك إلى الأخير. وفي هذه الأثناء، بدأت أغلبية آل محمد بالهروب إليه، وسرعان ما هُزم محمد نفسه وسُجن على يد مسعود، الذي اعتلى العرش الغزنوي. وبعد أن تولى مسعود السلطة، رأى أن سلطة علي أعظم من قدرته، فأمر بسجنه، وسرعان ما توفي.
كان لعلي ابن ذُكر في المصادر بـ(ابن علي خويشوند)، الذي شارك في عام 1040 في الإطاحة بمسعود واستعادة محمد قصيرة الأجل.